# Суперкубок Львівської області з футболу
Суперку́бок Львівської області з футбо́лу розігрують між собою чемпіон та володар кубка Львівської області з футболу. Перший суперкубок було розіграно в 2007 році. Проводиться під егідою Федерації футболу Львівської області. Матчі відбуваються на полі команди - володаря кубка.

## Результати
| Рік       | Чемпіон                     | Володар кубка                 | Рахунок               |
| --------- | --------------------------- | ----------------------------- | --------------------- |
| 2007      | «Рава» (Рава-Руська)        | «Шахтар» (Червоноград)        | 1:1, дч, пен.4:2      |
| 2008      | «Рава» (Рава-Руська)        | «Сокіл» (Золочів)             | 1:2                   |
| 2009      | «Карпати» (Кам'янка-Бузька) | «Вишня» (Судова Вишня)        | 0:2                   |
| 2010      | «Нафтуся» (Східниця)        | ФСК «Яворів» (фіналіст Кубка) | 3:1                   |
| 2011      | ФК «Куликів»                | «Кар'єр» (Торчиновичі)        | 1:1, пен. 3:1         |
| 2012      | Кубок не розігрувався       | Кубок не розігрувався         | Кубок не розігрувався |
| 2013      | «Рух» (Винники)             | «Шахтар» (Червоноград)        | 2:1                   |
| 2014-2016 | Кубок не розігрувався       | Кубок не розігрувався         | Кубок не розігрувався |
| 2017      | ФК «Миколаїв»               | «Юність» Верхня Білка         | 2:0                   |

## Суперкубок Львівщини серед юнацьких команд
| Рік  | Чемпіон    | Володар кубка  | Рахунок       |
| ---- | ---------- | -------------- | ------------- |
| 2015 | ФК «Львів» | ФК «Мостиська» | 1:1, пен. 5:3 |